# Moto Guzzi MGS-01 Corsa
La Moto Guzzi MGS-01, apparue en 2002 au salon de Munich sous forme d'une maquette, est une moto conçue initialement par le constructeur Ghezzi & Brian sur la base d’une Moto Guzzi Daytona. En 2004, Moto Guzzi la présente sous sa propre marque. La MGS-01 est une machine destinée à la compétition et produite en petite série à partir de 2005.

## Caractéristiques
Ce modèle affiche un mélange entre modernité et classicisme. Les modifications apportées par l’artisan-concepteur technique italien Giuseppe Ghezzi sont profondes tant au niveau du moteur que la partie-cycle :
- bicylindre en V de 1 225 cm3[4] à un ACT et quatre soupapes par cylindre dont les bielles sont plus longues pour compenser la faible hauteur des pistons haute compression Cosworth Racing, et dont les cylindres sont chromés ;
- nouveau circuit d’huile ;
- le « gavage » du moteur est assuré par une boîte à air de 18,5 L ;
- distribution par courroie crantée ;
- embrayage à sec bidisque renforcé à commande hydraulique ;
- la boîte de vitesses à six rapports (reprise à la V11 Sport et remplacée par une boîte racing pour la version Corsa) est un élément de rigidité de la moto ;
- transmission finale à cardan ;
- cadre poutre métallique faisant office d’épine dorsale ;
- bras oscillant rigide et long (garant d’une bonne stabilité) en aluminium caissonné ;
- divers éléments en fibre de carbone ;
- la fourche inversée et l’amortisseur arrière (placé verticalement) à combiné sont signés Öhlins ;
- le système de freinage est fourni par Brembo, le double disque avant reçoit une paire d’étriers radiaux ;
- collecteurs inox ;
- poids à sec de 192 kg.

L’esthétique a été confiée au designer Alberto Capella.

## Victoires
- À Daytona, Gianfranco Guareschi pilotant cette machine gagne à deux reprises en catégorie Formula 1 la course BOT (Battle of Twins) les 6 et 7 mars 2006[5].
- En octobre 2006, ce pilote remporte le championnat italien SuperTwins.
- En 2007, il renouvelle son exploit de 2006 et remporte à nouveau, devant 40 000 spectateurs, la BOT de Daytona en catégorie Formula 1. La cylindrée dépasse 1 300 cm3 avec une puissance supérieure à 165 ch et un refroidissement liquide.